# Communauté de communes Lacs et Gorges du Verdon
La communauté de communes Lacs et Gorges du Verdon (CCLGV) a pris effet le 1er janvier 2014 et regroupe initialement onze communes du département du Var. Le 1er janvier 2017, cinq communes supplémentaires, (Trigance, Le Bourguet, Brenon, Châteauvieux et La Martre) rejoignent l'intercommunalité.

## Histoire
La communauté de communes a été créée le 1er janvier 2014 par arrêté préfectoral (no 14/2012).
Un projet de périmètre de SCoT Var Ouest concernant les communes de Sillans, Salernes, Villecroze, Tourtour, Aups, Moissac, Régusse, Artignosc et Bauduen avait été envisagé pour orienter la constitution d'une communauté de communes du Haut-Verdon, mais celui-ci n'a pas eu de suite, du fait du rattachement à la CAD de Saint-Antonin-du-Var; Salernes; Sillans-la-Cascade et des perspectives de la constitution de la communauté de communes Lacs et Gorges du Verdon.
Le  26 octobre 2017, la communauté de communes Lacs et Gorges du Verdon (CCLGV) a déterminé le projet de périmètre de son schéma de cohérence territoriale. Il appartient maintenant au Préfet du Var d'arrêter (ou non) ce périmètre. En parallèle la CCLGV construit les modalités de la concertation nécessaire pour élaborer un SCoT, et elle pose les bases du diagnostic territorial. C'est sur ce dernier que les élus s'appuieront pour élaborer leur projet de territoire.
Mais « un nouveau projet de redécoupage des arrondissements du Var serait en cours de réflexion concernant le Verdon Var Ouest, les communes de Tourtour et de Villecroze rejoindraient l'arrondissement de Brignoles alors que les communes de Saint-Antonin-du-Var et de Sillans-la-Cascade rejoindraient l'arrondissement de Draguignan ».

## Territoire communautaire

### Géographie
Regroupant à peine 9 000 habitants sur 540,48 km2, la communauté de communes s'articule autour des communes d'Aups et de Régusse.
Elle bénéficie de la proximité du site touristique majeur Le Verdon. Onze communes sont d'ailleurs membres du parc naturel régional du Verdon, il s'agit de Aiguines, Aups, Bauduen, Le Bourguet, Brenon, Châteauvieux, La martre, Moissac-Bellevue, Régusse, Les Salles-sur-Verdon, Trigance.

### Hydrographie et eaux souterraines
L'hydrographie de la communauté de communes s'inscrit dans l'hydrographie d'ensemble du vaste bassin supérieur du Verdon, ce qui explique les mesures prises globalement pour la préservation des ressources en eau et du milieu naturel aquatique.
Schéma d'aménagement et de gestion des eaux du bassin versant du Verdon
Le projet de Schéma d'aménagement et de gestion des eaux (SAEGE) du bassin versant du Verdon a été validé par la Commission locale de l'eau, le 13 septembre 2012.
L'hydrographie du parc naturel s'inscrit dans l'hydrographie d'ensemble du vaste bassin supérieur du Verdon, ce qui explique les mesures prises globalement pour la préservation des ressources en eau et du milieu naturel aquatique.
La commission locale de l'eau a validé cinq enjeux à traiter dans le SAGE du Verdon :
- Le bon fonctionnement des cours d'eau ;
- La préservation du patrimoine naturel lié à l'eau ;
- Le gestion équilibrée et durable de la ressource ;
- La préservation de la qualité des eaux ;
- La conciliation des usages et la préservation des milieux.

Liste des vingt-sept communes du Var faisant partie du périmètre du SAGE du Verdon (en gras les treize communes de la CC LGV) :
- Aiguines
- Ampus
- Artignosc-sur-Verdon
- Bargème
- Bargemon
- Baudinard-sur-Verdon
- Bauduen
- Brenon
- Châteaudouble
- Châteauvieux
- Comps-sur-Artuby
- Ginasservis
- La Bastide
- La Martre
- La Roque Esclapon
- La Verdière
- Le Bourguet
- Les salles-sur-Verdon
- Moissac-Bellevue
- Montferrat
- Montmeyan
- Régusse
- Saint-Julien le Montagnier
- Seillans
- Trigance
- Vérignon
- Vinon-sur-Verdon

## Composition
La communauté de communes est composée des 16 communes suivantes :

| Nom                   | Code Insee | Gentilé                               | Superficie (km2) | Population (dernière pop. légale) | Densité (hab./km2) |
| --------------------- | ---------- | ------------------------------------- | ---------------- | --------------------------------- | ------------------ |
| Aups (siège)          | 83007      | Aupsois                               | 64,15            | 2 254 (2022)                      | 35                 |
| Aiguines              | 83002      | Aiguinois                             | 114,33           | 272 (2022)                        | 2,4                |
| Artignosc-sur-Verdon  | 83005      | Artignoscais                          | 18,53            | 278 (2022)                        | 15                 |
| Baudinard-sur-Verdon  | 83014      | Baudinardais                          | 21,97            | 237 (2022)                        | 11                 |
| Bauduen               | 83015      | Bauduennois                           | 47,45            | 318 (2022)                        | 6,7                |
| Le Bourguet           | 83020      | Bourguetians                          | 25,39            | 47 (2022)                         | 1,9                |
| Brenon                | 83022      | Brenonais                             | 5,59             | 21 (2022)                         | 3,8                |
| Châteauvieux          | 83040      | Châteauvieillains ou Castelvieillencs | 14,97            | 73 (2022)                         | 4,9                |
| La Martre             | 83074      | Martrois                              | 20,37            | 221 (2022)                        | 11                 |
| Moissac-Bellevue      | 83078      | Moissacais                            | 20,59            | 309 (2022)                        | 15                 |
| Régusse               | 83102      | Régussois                             | 35,3             | 2 403 (2022)                      | 68                 |
| Les Salles-sur-Verdon | 83122      | Sallois                               | 4,97             | 235 (2022)                        | 47                 |
| Tourtour              | 83139      | Tourtourains                          | 28,69            | 583 (2022)                        | 20                 |
| Trigance              | 83142      | Trigançois                            | 60,6             | 221 (2022)                        | 3,6                |
| Vérignon              | 83147      | Vérignonais                           | 36,9             | 8 (2022)                          | 0,22               |
| Villecroze            | 83149      | Villecroziens                         | 20,68            | 1 504 (2022)                      | 73                 |

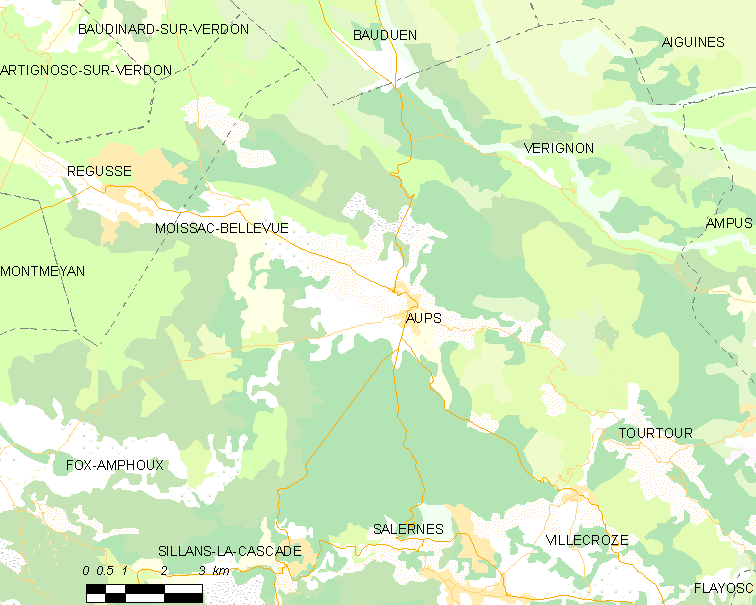
Carte des communes.
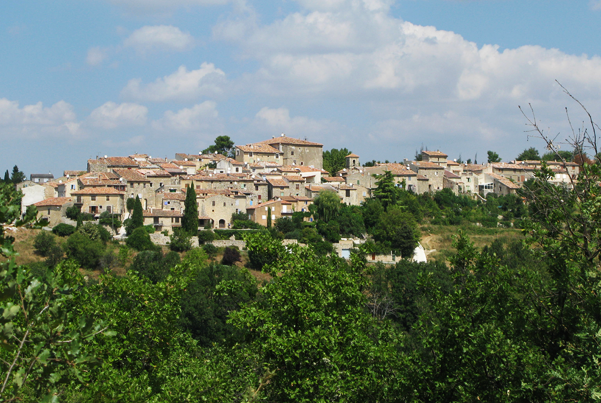
Artignosc-sur-Verdon, côté sud du village.
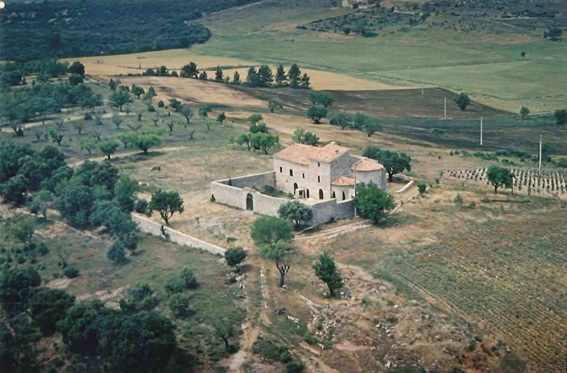
Baudinard sur Verdon, Ancien prieuré de Valmogne.
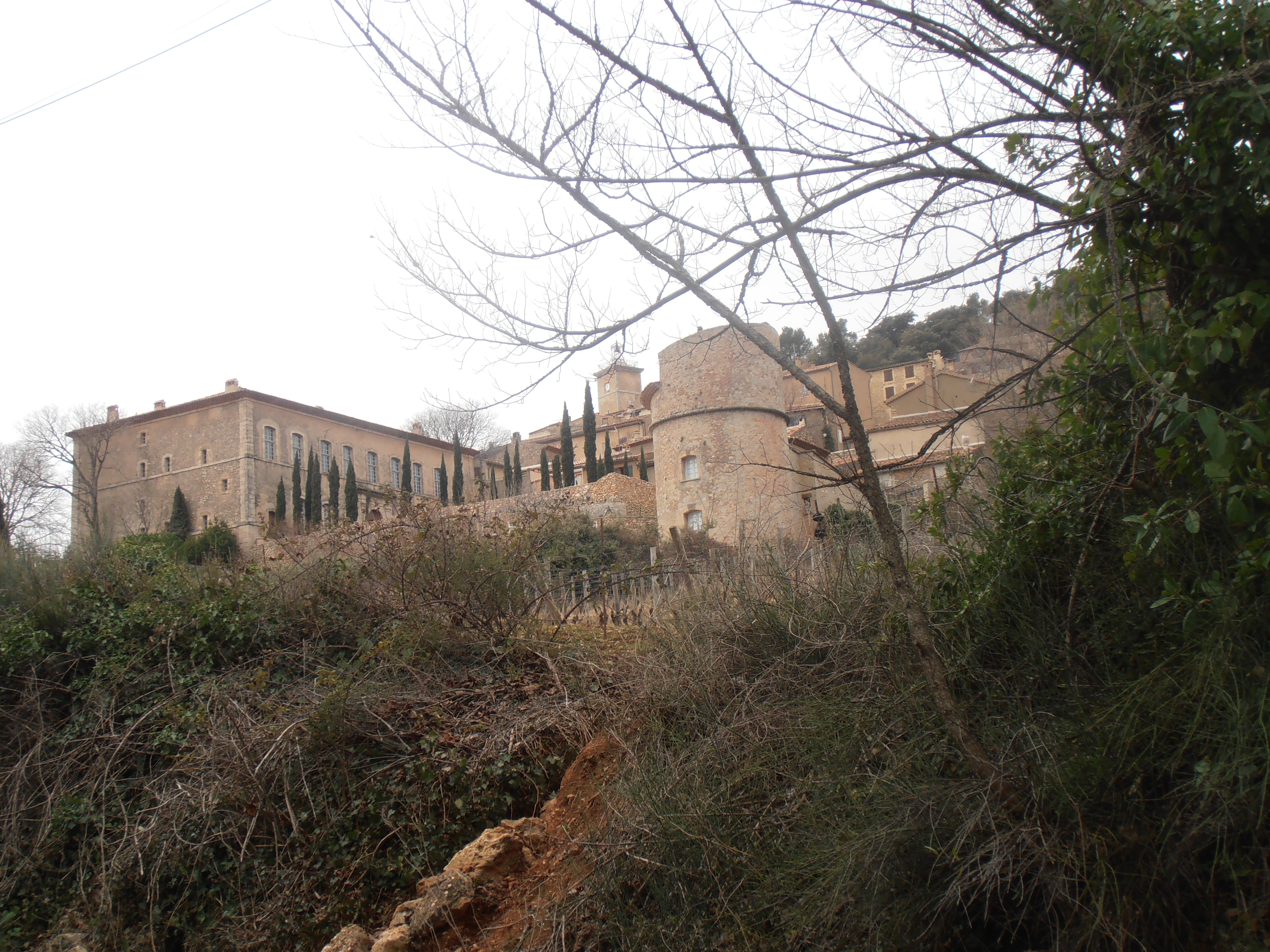
Moissac-Bellevue, Château et pigeonnier.
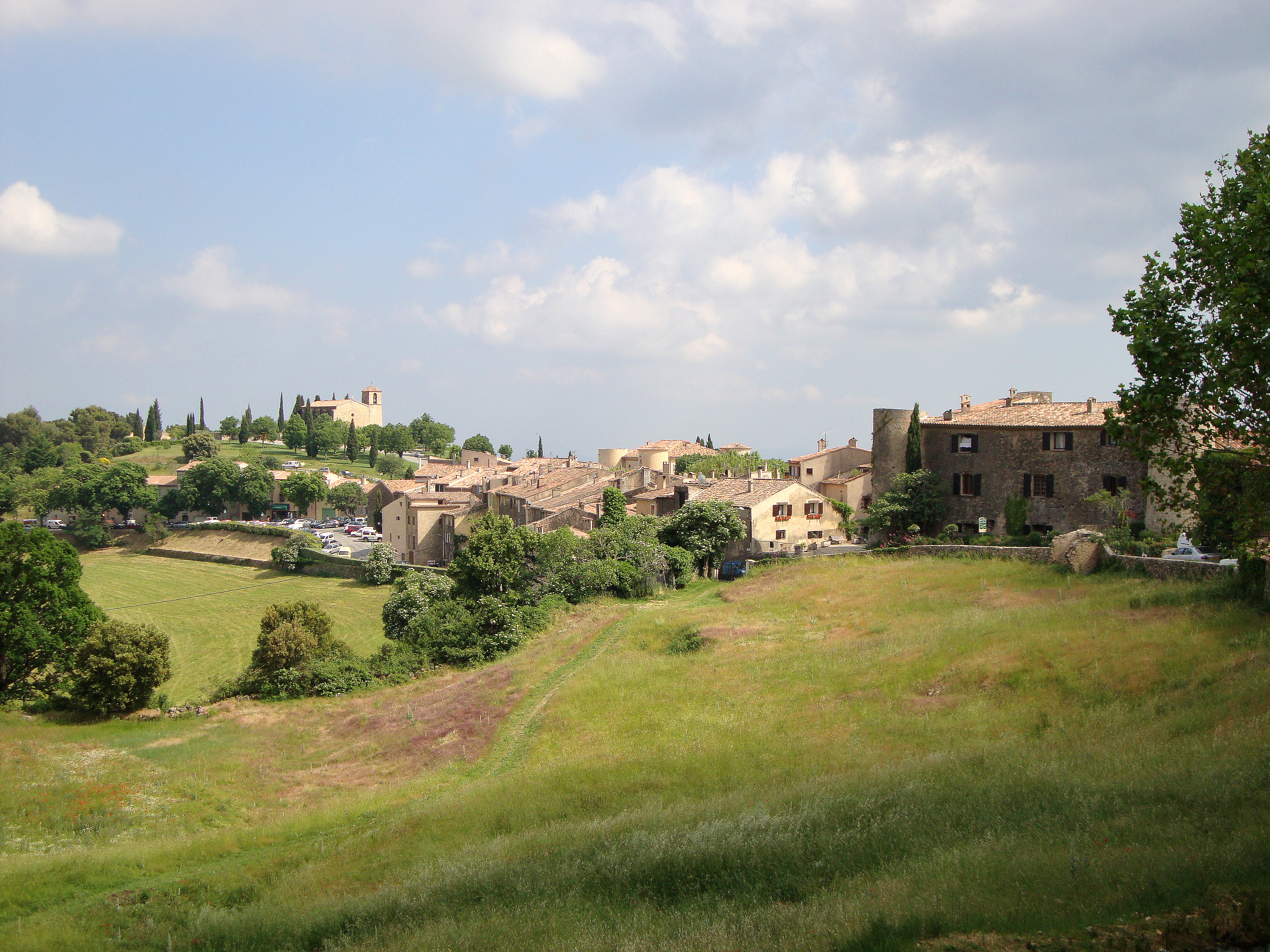
Tourtour, Panorama du village.
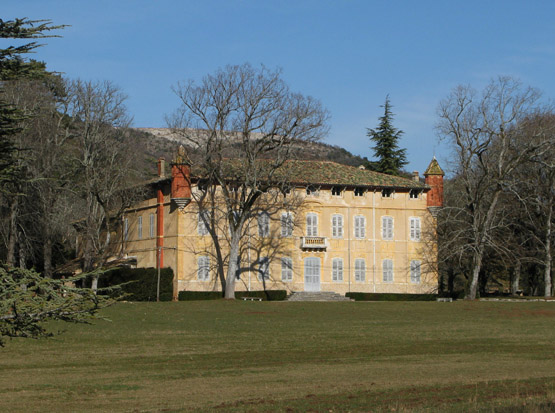
Vérignon, Le nouveau château du XVIIIe siècle.
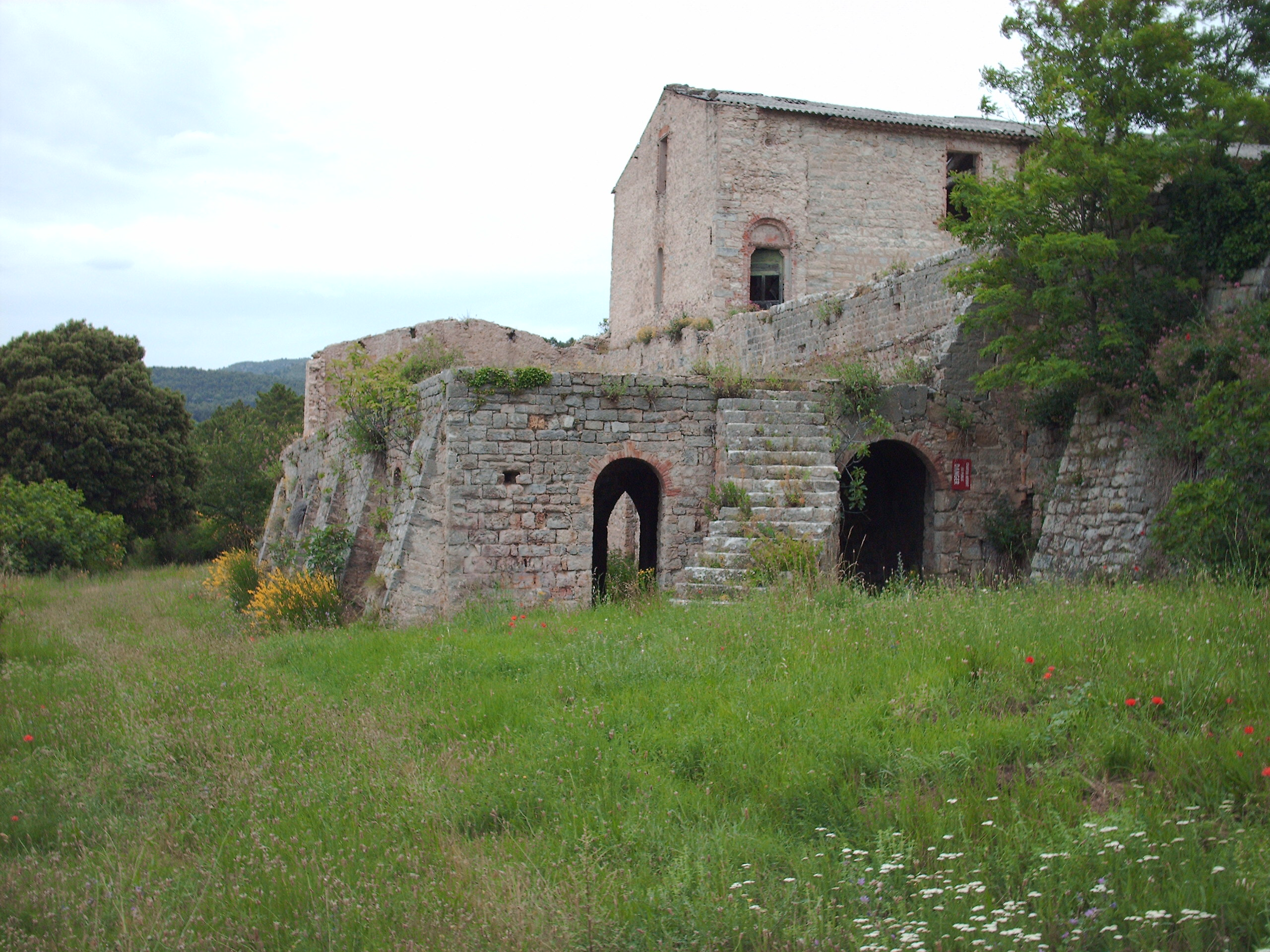
Villecroze, Ancienne commanderie du Ruou.

## Démographie
| 1968  | 1975  | 1982  | 1990  | 1999  | 2008  | 2013  | 2019  |
| ----- | ----- | ----- | ----- | ----- | ----- | ----- | ----- |
| 3 666 | 3 803 | 4 484 | 5 445 | 6 184 | 7 659 | 8 581 | 9 168 |

## Administration

### Siège
Le siège de la communauté de communes est fixé 242 Avenue Albert 1er à Aups.

### Conseil communautaire
Les 34 conseillers titulaires (et 12 conseillers suppléants) sont ainsi répartis comme suit : 
| Nombre de délégués | Communes                           |
| ------------------ | ---------------------------------- |
| 8                  | Régusse                            |
| 7                  | Aups                               |
| 5                  | Villecroze                         |
| 2                  | Tourtour                           |
| 1                  | Les autres communes (+1 suppléant) |

### Élus
Le Bureau communautaire
Il est composé des seize maires, représentant les seize communes de l'intercommunalité. Il rend compte des travaux réalisés en Commissions et prépare les réunions du Conseil communautaire.
|     | Attributions                                                                                | Identité                 | Qualité                      |
| --- | ------------------------------------------------------------------------------------------- | ------------------------ | ---------------------------- |
| 1er | Administration générale et finances                                                         | Raymonde Carletti        | Maire de La Martre           |
| 2e  | Aménagement du Territoire (SCOT) et transition écologique                                   | Antoine Faure            | Maire d'Aups                 |
| 3e  | Tourisme et Itinérance                                                                      | Charles-Antoine Mordelet | Maire d'Aiguines             |
| 4e  | Agriculture, Fibre et numérique, Développement économique                                   | Fabien Brieugne          | Maire de Tourtour            |
| 5e  | Petite enfance et Espace France Service                                                     | Pierre Constant          | Commune de Villecroze        |
| 6e  | Gestion de la forêt et du PIDAF, flotte automobile et entretien patrimoine bâti de la CCLGV | Serge Constans           | Maire d'Artignosc-sur-Verdon |

### Liste des présidents
| Période                                  | Période         | Identité       | Étiquette | Qualité                             |
| ---------------------------------------- | --------------- | -------------- | --------- | ----------------------------------- |
| 6 janvier 2014                           | 18 janvier 2017 | Jean Bacci     | UMP-LR    | Maire de Moissac-Bellevue (1995 → ) |
| 18 janvier 2017                          | en cours        | Rolland Balbis | DVD       | Maire de Villecroze (2008 → )       |
| Les données manquantes sont à compléter. |                 |                |           |                                     |

### Compétences
Le champ d'intervention de la communauté des seize communes, essentiellement rurales, est structuré par trois catégories de compétences. En application de l'article L.5214-16 du CGCT, la communauté de communes exercera de plein droit en lieu et place des Communes membres, les compétences suivantes :  
Aménagement de l'espace communautaire
- Élaboration, approbation, suivi et révision d'un SCOT[20],[21],[22],[23] et schémas de secteur garantissant le développement harmonieux de chaque commune.
- Les zones d'aménagement concerté nouvelles sont d'intérêt communautaire.
- Constitution de réserves foncières à des fins d'aménagement d'intérêt communautaire.
- Études de marché afin d'assurer des prestations d'intérêt communautaire.

Action de développement économique intéressant l'ensemble de la communauté
- Aménagement, entretien et gestion de zones d'activité[24] industrielle, commerciale, tertiaire, artisanale ou touristique nouvelles sont d'intérêt communautaire.
- Actions de développement économique d'intérêt communautaire.
- En matière de Tourisme : L'accueil et l'information ainsi que les aménagements et équipements restent de la compétence des communes ;  La promotion, les aides à la commercialisation, l'animation, les statistiques et études deviennent de la compétence communautaire.
- Aménagement numérique du territoire : La création et la gestion d'infrastructures en vue de l'établissement d'un réseau de communications électroniques et toutes les opérations nécessaires pour y parvenir ; L'exploitation de ce réseau et toutes les formes d'actions tendant à y parvenir ; La fourniture de services de communications électroniques aux utilisateurs finaux en cas d'insuffisance de l'initiative privée.

Elle exercera dans les mêmes conditions des compétences optionnelles relevant d'au moins un des groupes suivants :
- Construction ou aménagement et entretien des équipements sportifs d'intérêt communautaire. Le gymnase d'Aups a été déclaré d'intérêt communautaire.
- Protection et mise en valeur de l'environnement
- Collecte, traitement et valorisation des déchets ménagers et assimilés.
- Instruction des dossiers de réalisation et contrôle de l'assainissement autonome avec le SPANC (Service public d'assainissement non collectif).

Action sociale d'intérêt communautaire
- Création, aménagement et gestion des crèches et d'un relai d'assistance maternelle.
- Gestion d'une maison médicale.
- Actions en faveur de l'emploi et de l'insertion en partenariat avec la Mission Locale et la plateforme de formation.
- En matière de culture la communauté assure l'harmonisation du calendrier et la promotion des manifestations proposées par les communes.

Schéma de cohérence territoriale (SCoT)
- Un projet de périmètre de schéma de cohérence territoriale (SCOT) Var Ouest concernant Sillans, Salernes, Villecroze, Tourtour, Aups, Moissac, Régusse, Artignosc, Bauduen[4] avait été envisagé mais n'a pas eu de suite, du fait du rattachement à la  Communauté d'agglomération dracénoise CAD de Saint-Antonin-du-Var, Salernes et Sillans-la-Cascade. Puis un nouveau projet avait été imaginé concernant le Verdon Var Ouest[5].
- Mais, à l'issue de son élargissement à seize communes (dont quinze situées en zone montagne, Villecrozene relevant pas de cette définition), et de l'abandon du projet de 2012, la Communauté de communes Lacs et Gorges du Verdon a décidé d'engager la procédure d'élaboration d'un schéma de cohérence territoriale (SCoT) des Lacs et Gorges du Verdon[25] qui définira des projets communs à l'échelle d'un territoire prenant en compte les bassins de vie.

Après l'officialisation  du périmètre du SCoT par le Préfet du Var, qui est intervenue le 22 juin 2018, la première phase sera d'établir un diagnostic territorial,.

#### Transports en commun
- Transport en Provence-Alpes-Côte d'Azur

Outre les transports scolaires les communes sont desservies par plusieurs lignes de transport en commun.
En effet les collectivités territoriales ont mis en œuvre un service de transports à la demande (TAD), réseau régional Zou !.
Les lignes interurbaines
- Lignes de transports Zou ! : la Région Région Provence-Alpes-Côte d'Azur est la collectivité compétente en matière de transports non urbains, en application de la loi NOTRe (Nouvelle Organisation Territoriale de la République).

### Ressources et fiscalité
La fiscalité adoptée par la communauté de communes Lacs et Gorges du Verdon est, à compter du 1er janvier 2014, une fiscalité professionnelle unique (en gras et italiques les chiffres les plus importants).
Pour une population de 9 243 habitants en 2020, les données consolidées « Budget principal et budgets annexes » sont les suivantes :

#### Budget et fiscalité 2020
La communauté, regroupant 16 communes, est un établissement public de coopération intercommunale à fiscalité propre.
En 2020, le budget de la communauté de communes LGV était constitué ainsi pour 9 243 habitants :
- total des produits de fonctionnement : 5 731 000 €, soit 620 € par habitant ;
- total des charges de fonctionnement : 5 499 000 €, soit 595 € par habitant ;
- total des ressources d'investissement : 3 343 000 €, soit 362 € par habitant ;
- total des emplois d'investissement : 2 438 000 €, soit 264 € par habitant ;
- endettement : 1 485 000 €, soit 161 € par habitant.

Avec les taux de fiscalité suivants :
- taxe d'habitation : 1,50 % ;
- taxe foncière sur les propriétés bâties : 2,30 % ;
- taxe foncière sur les propriétés non bâties : 4,26 % ;
- taxe additionnelle à la taxe sur les propriétés non bâties : 35,33 % ;
- Cotisation foncière des entreprises (fiscalité additionnelle) : 0,00 ;
- Cotisation foncière des entreprises (fiscalité prof. unique ou de zone) : 25,88 % ;
- Cotisation foncière des entreprises (fiscalité des éoliennes) : 0,00 %.

#### Budget et fiscalité 2014 et 2020
Il existe deux modes de financement de l'intercommunalité : la « fiscalité additionnelle » et la « fiscalité professionnelle unique ». La Communauté de communes Lacs et Gorges du Verdon a, elle, opté pour le régime de la fiscalité professionnelle unique (FPU)
En 2020, le budget de la communauté de communes était constitué ainsi (les apports de cinq communes supplémentaires au 1er janvier 2017 ayant été intégrés dans les comptes, :
| Postes                                           | 2014 (population de 8 001 habitants) | en €uros par habitant en 2014 | 2020 (population de 9 243 habitants) | en €uros par habitant en 2020 |
| ------------------------------------------------ | ------------------------------------ | ----------------------------- | ------------------------------------ | ----------------------------- |
| Produits de fonctionnement                       | 1 909 000 €                          | 239 €                         | 5 731 000 €                          | 620 €                         |
| Charges de fonctionnement                        | 1 764 000 €                          | 220 €                         | 5 499 000 €                          | 595 €                         |
| Ressources d'investissement                      | 0 €                                  | 0 €                           | 3 343 000 €                          | 362 €                         |
| Emplois d'investissement                         | 40 000 €                             | 5 €                           | 2 438 000 €                          | 264 €                         |
| Dette                                            | 79 000 €                             | 10 €                          | 1 485 000 €                          | 161 €                         |
| Source : Ministère de l'Économie et des Finances |                                      |                               |                                      |                               |

#### Taxe de séjour intercommunale
En tant qu'hébergeur sur le territoire de la Communauté de Communes Lacs et Gorges du Verdon, les établissements et particuliers perçoivent une taxe de séjour auprès des touristes. Celle-ci doit être déclarée à la communauté de communes.

## Projets et réalisations
Sur la commune d'Aups
- Construction d'une maison de santé pluriprofessionnelle[40],[41].
- Projet d'acquisition d'un bâtiment en vue de l'implantation du siège administratif et technique de la CCLGV[42].

Sur la commune de Villecroze
- Création d'une déchetterie intercommunale, visant à desservir les communes d'Aups, de Tourtour et de Villecroze[43].

### Compétence du service départemental du Haut Var Verdon
Le service départemental du Haut Var Verdon et la direction des routes Subdivision Haut Var Verdon, sis à la maison départementale du territoire Haut Var Verdon à Aups sont compétents pour l'ensemble des communes de la Communauté de communes LGV.

## Pays du Verdon
L'espace montagnard des communes entourant le lac de Sainte-Croix et les gorges du Verdon offre de nombreux atouts culturels, touristiques et naturels, son terroir et ses marchés provençaux, ses métiers d'art et ses villages perchés.

### Communes adhérentes auparc naturel régional du Verdon[45]
La communauté de communes Lacs et Gorges du Verdon constituée initialement de onze communes (Aiguines ; Artignosc-sur-Verdon ; Aups ; Baudinard-sur-Verdon ; Bauduen ; Moissac-Bellevue ; Les Salles-sur-Verdon ; Régusse ; Tourtour ; Vérignon ; Villecroze) comprend désormais seize communes après intégration de cinq communes supplémentaires au 1er janvier 2017 : Le Bourguet, Brenon, Châteauvieux, La Martre et Trigance.
Le parc se compose de 46 communes. Vingt-sept dans le département des Alpes-de-Haute-Provence et dix-neuf dans le département du Var : cinq communes de la Communauté de communes Lacs et Gorges du Verdon, ne sont pas membres du parc naturel régional du Verdon : Artignosc-sur-Verdon, Baudinard-sur-Verdon, Tourtour, Vérignon, et Villecroze.

Le PNR du Verdon en Provence-Alpes-Côte d'Azur.
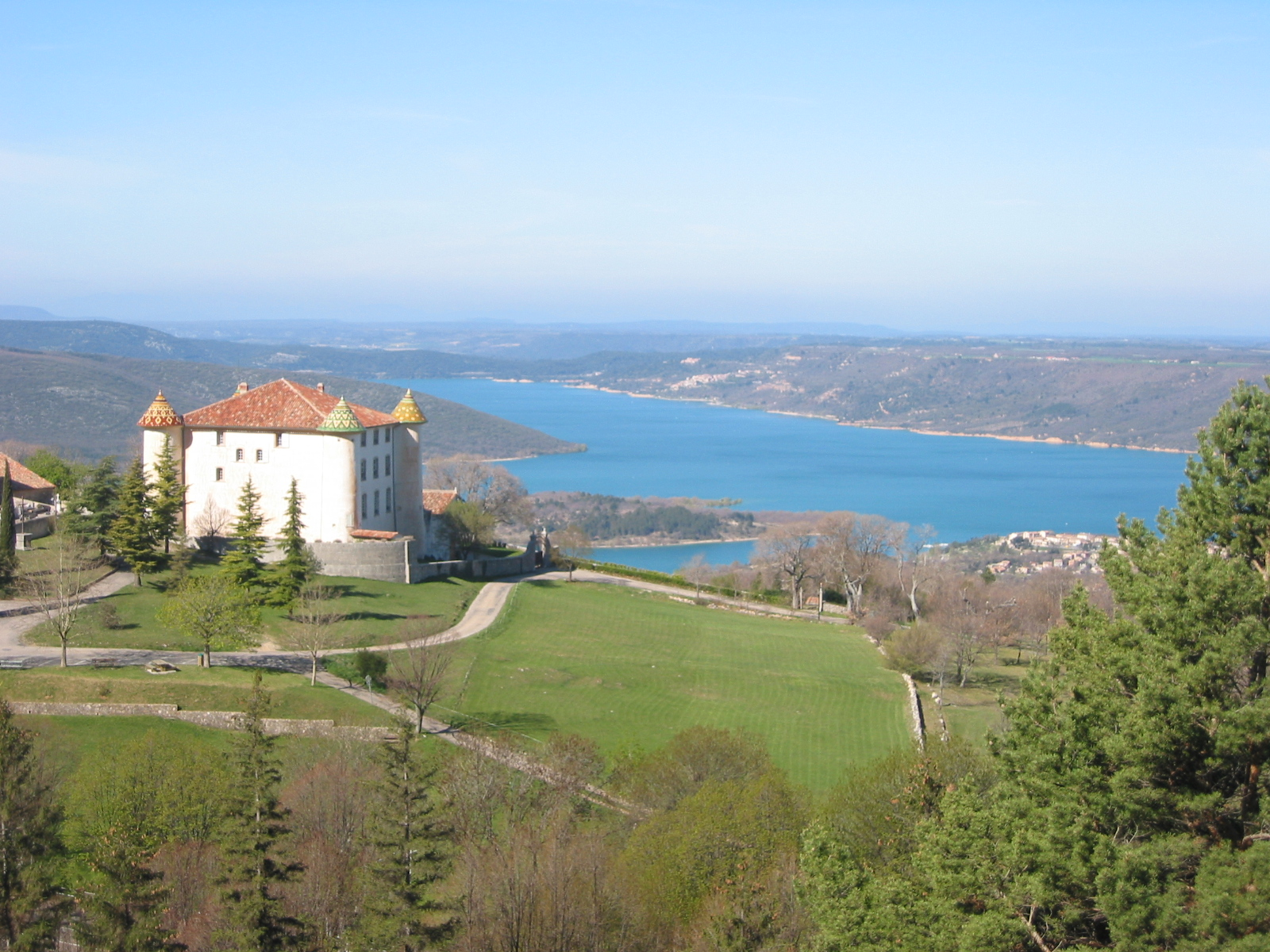
Aiguines, Le Château avec vue sur le lac de Sainte-Croix.
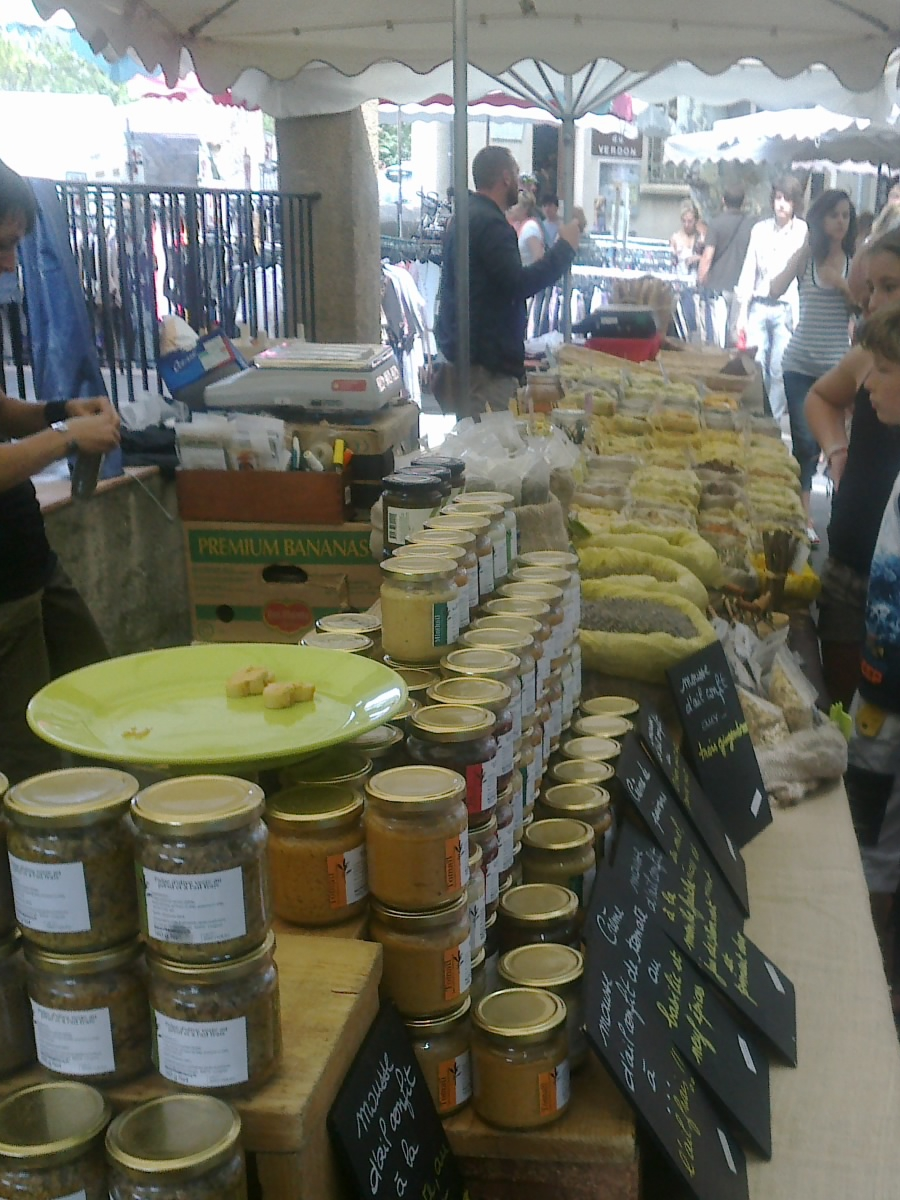
Aups, Étalage de marché : confits et épices.
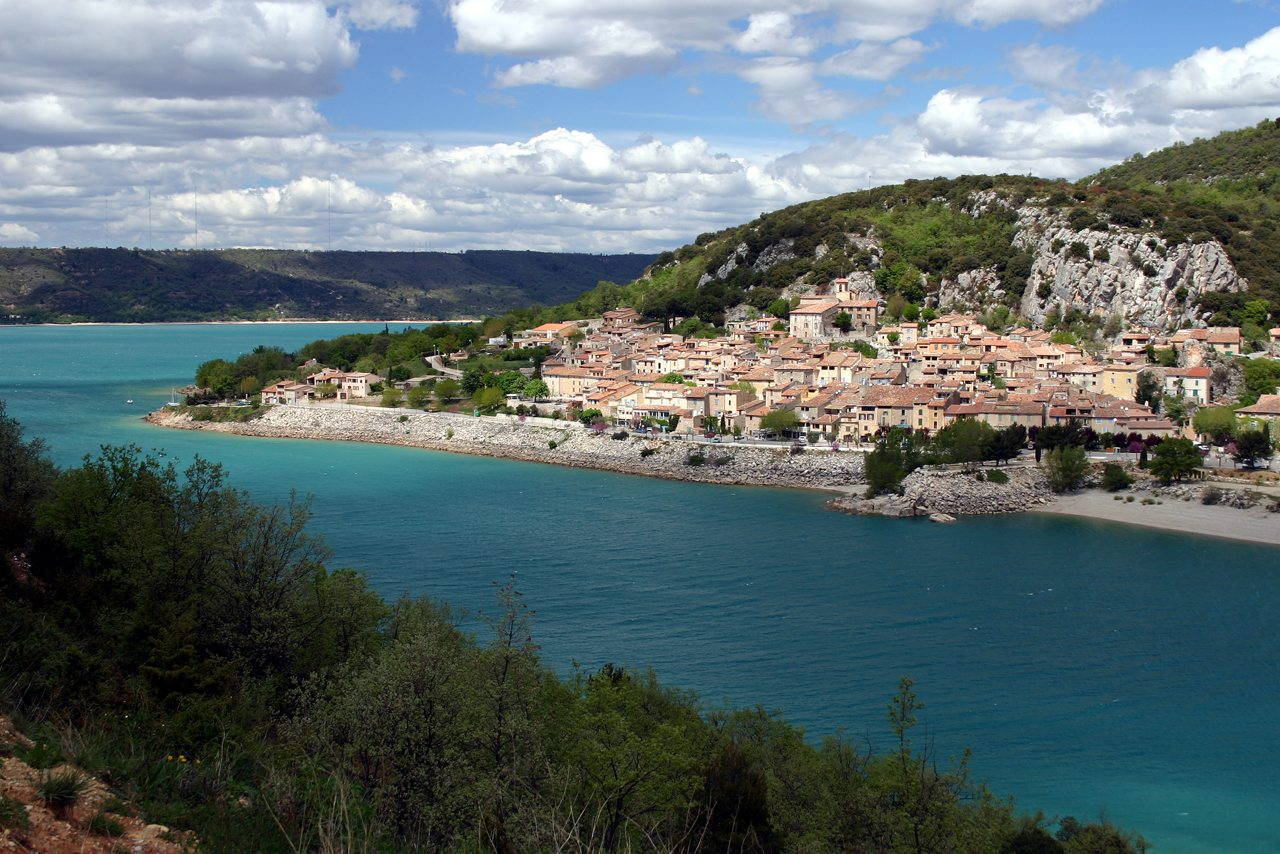
Bauduen, vue depuis la rive opposée du lac de Ste-Croix.
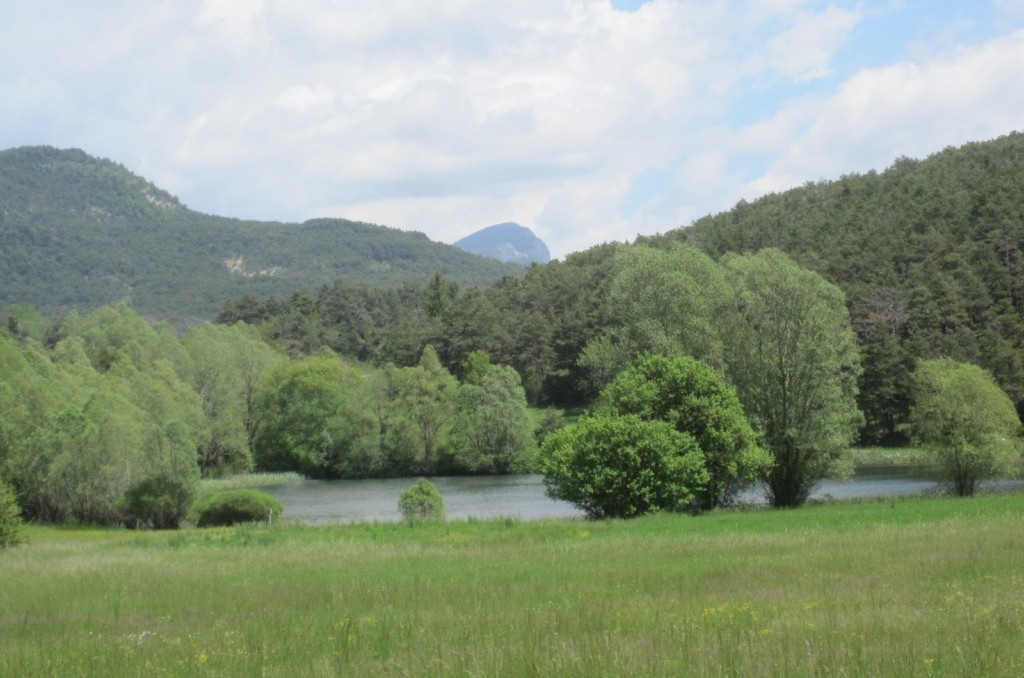
Châteauvieux, vallon de Font Freyer.
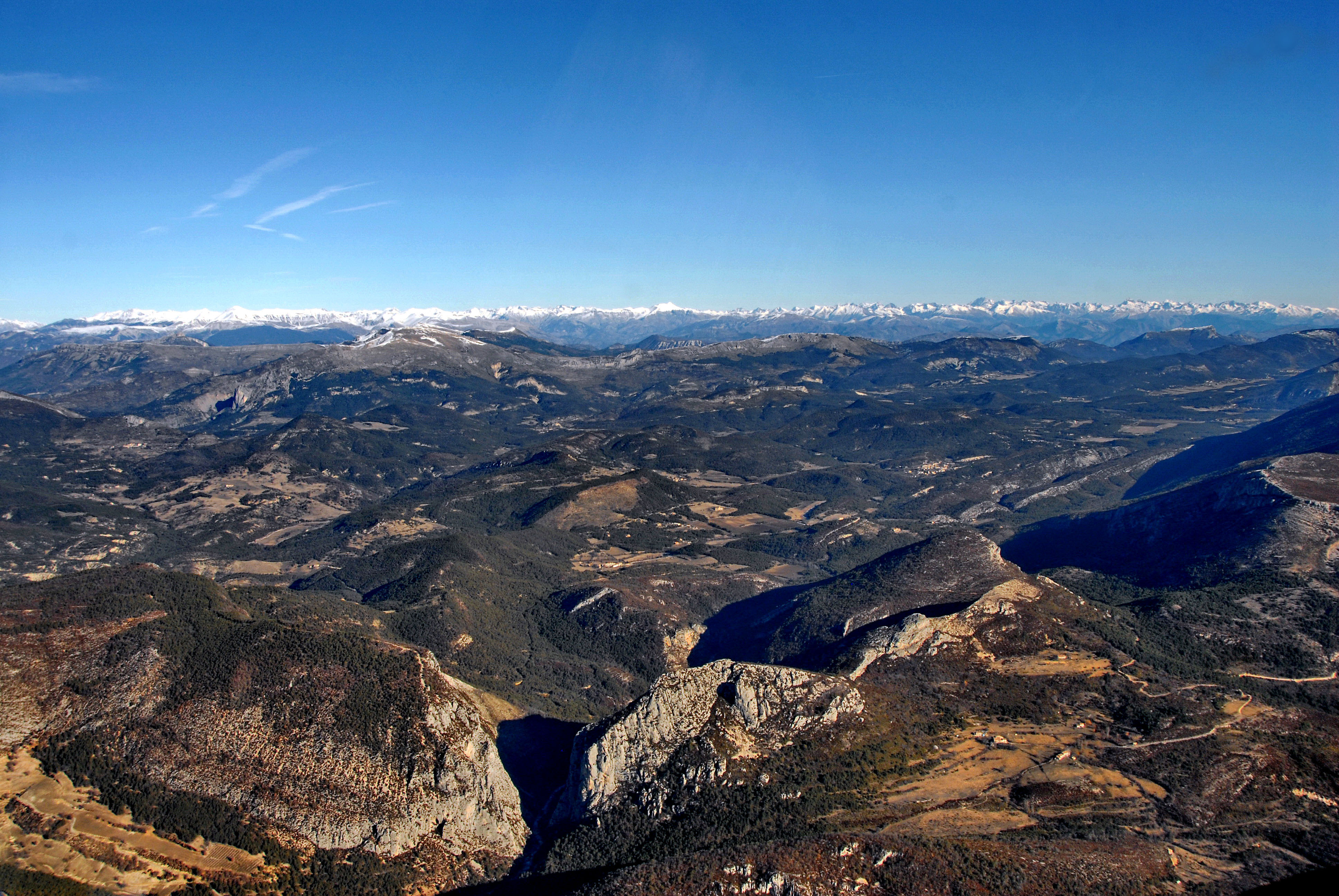
La Martre et les gorges de l'Artuby vus d'avion.
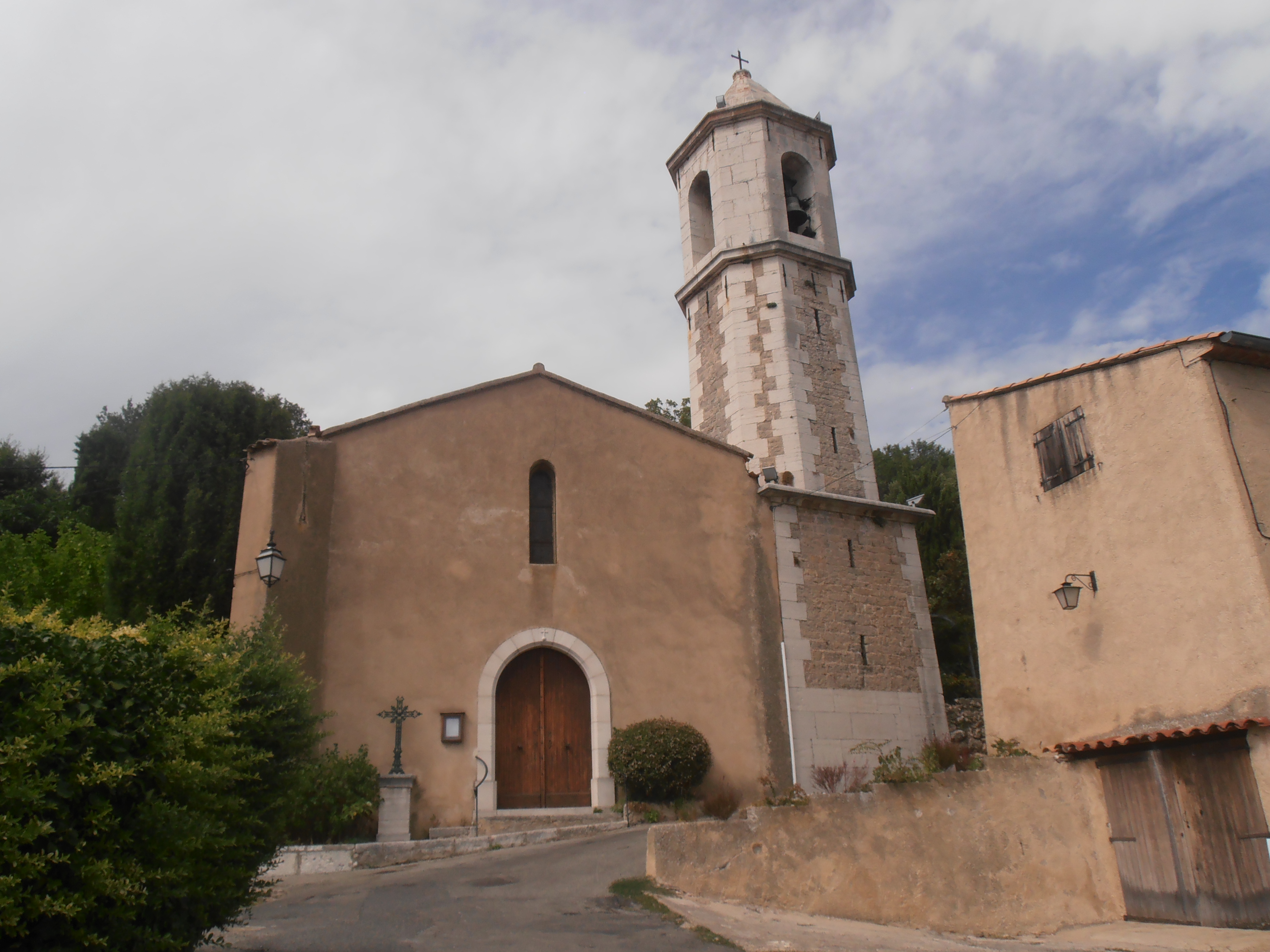
Moissac-Bellevue, Église et clocher.
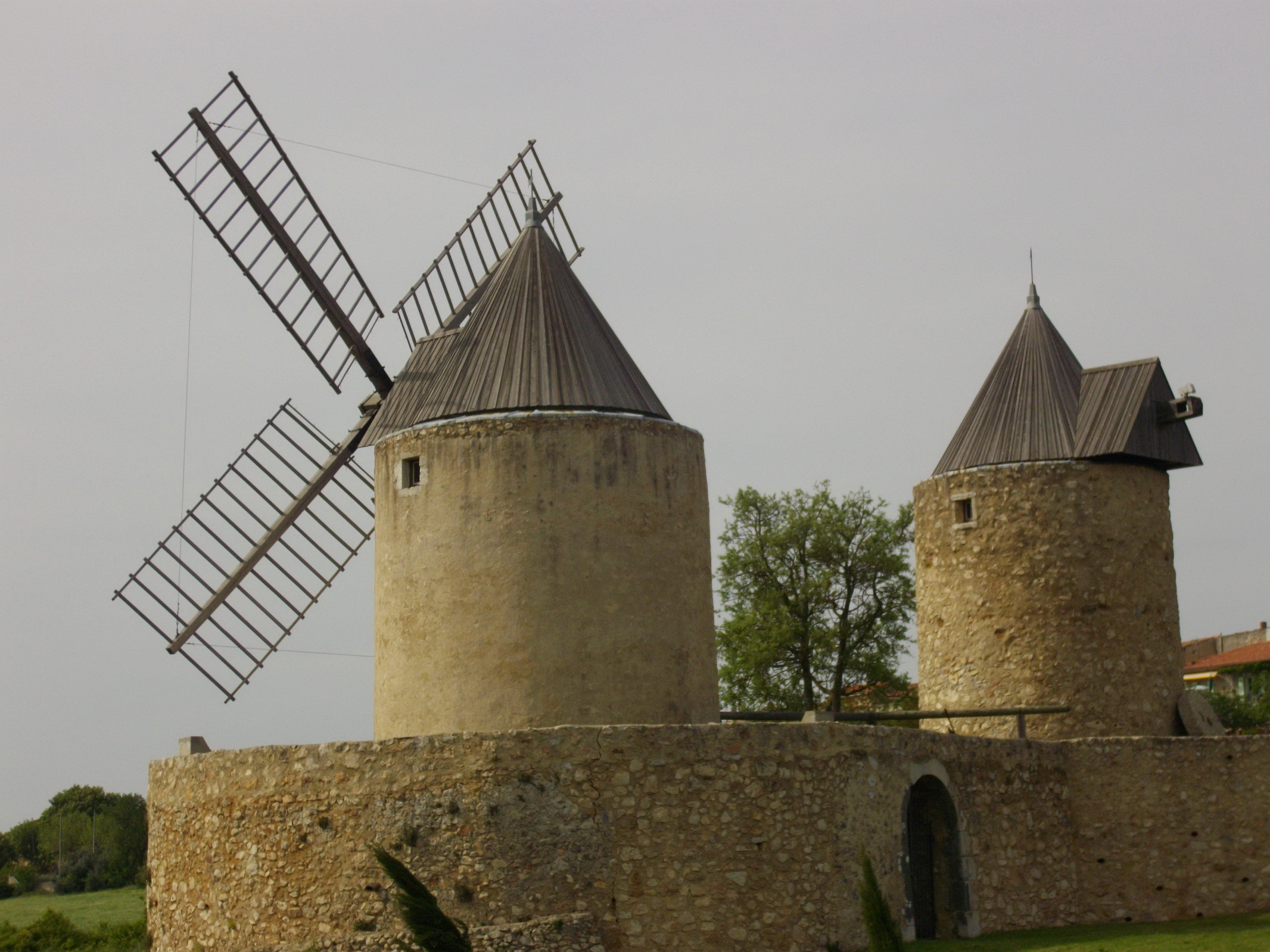
Régusse, Moulins à farine : moulins à vent.
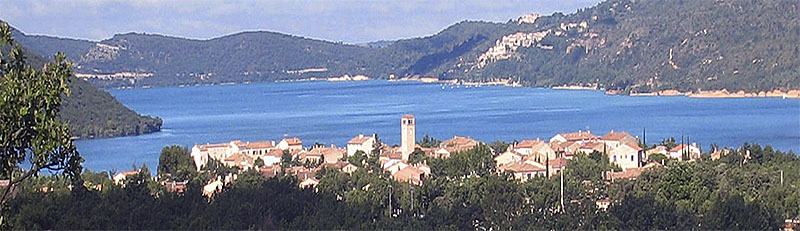
Salles-sur-Verdon (Les), Lac de Sainte-Croix.
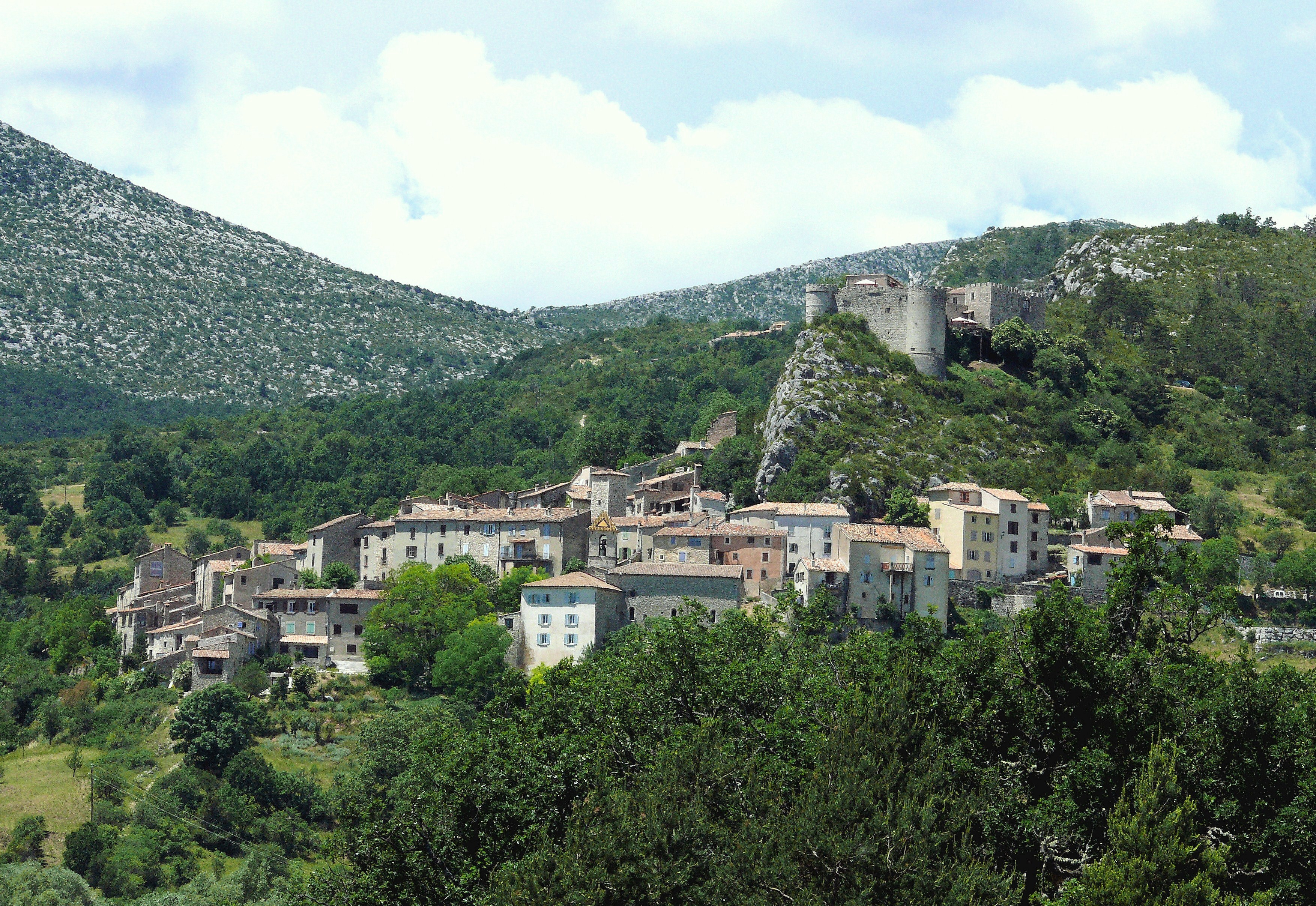
Trigance, le village dominé par le château.

## Patrimoine et monuments des communes
La liste non limitative ci-après du patrimoine architectural, naturel et mobilier des communes témoigne de la richesse et la variété de celui-ci. Les articles consacrés à chaque village permettent d'en savoir plus grâce aux liens vers les sites et publications des érudits locaux, chercheurs et institutions en chage des inventaires.

### Aiguines
- L'église paroissiale Saint-Jean et Notre-Dame en face du château[48].
- La chapelle Saint-Pierre[49], et sa table d'orientation au-dessus du village.
- Le musée de la tournerie sur bois et l'école de tournage sur bois Jean-François Escoulen.
- Le beffroi carré à campanile cylindrique.
- La tour de l'horloge[50].
- La maison des consuls, belle façade XVIIIe siècle située en face de la mairie.
- Le château d'Aiguines est un château privé, non ouvert au public. Restauré en 1606 il a subi de nombreuses transformations (annexes, jardins) vers 1720/1750[51]
- Le Château de Chanteraine, construit au XVIIIe siècle et situé à 3 km au sud-ouest d'Aiguines.

### Artignosc-sur-Verdon
- Le château est aujourd'hui partagé entre plusieurs propriétaires, la commune en ayant conservé la partie centrale, avec les locaux de la mairie et des logements sociaux.
- L'église paroissiale Saint-Pierre (anciennement église Sainte-Marie-Madeleine) est une église romane du XIe siècle qui a été agrandie au fil des siècles ; elle présente un clocher carré qui abrite une cloche classée objet monument historique[52].
- La fontaine : sur la place du village se trouve la fontaine ronde à bulbe, datée du XVIIIe siècle.
- Le lavoir couvert.
- Le bassin et le moulin, au bout de la rue du Pesquier.
- L'ancien four à pain, situé derrière le château.
- Quatre chapelles : Saint-Christophe, Sainte-Euphémie, Sainte-Trinité et Notre-Dame La Brune[53].
- La ferme fortifiée de Fontayne, avec ses deux pigeonniers-tours, a jadis appartenu aux Templiers.
- La coopérative vinicole Le Verdon[54].

### Aups
- Le couvent des Ursulines dit le « Manoir », cistercien du XIe au XIIe siècle, restauré successivement par les Augustins, les Ursulines et les Trinitaires. Actuellement la chapelle du couvent abrite le musée d'art moderne Simon Segal.
- Le musée de Faykod est un « parc de sculptures à ciel ouvert », entièrement consacré à l'art du sculpteur Maria de faykod.
- De nombreux cadrans solaires[55].
- La tour de l'horloge[56], construite au XVIe siècle, surmontée d'un campanile en fer forgé ouvragé, haute de 25 mètres. À l'intérieur du campanile se trouvait un cadran solaire d'une grande précision datant de 1760 ainsi qu'une cloche fondue en 1712[57]  portant l'inscription « Je suis la joie de tout le monde » rappelant le gain pour les habitants, d'un procès qui dura plus de 350 ans et les opposa aux seigneurs de Blacas.
- La collégiale Saint-Pancrace[58],[59], érigée en 1503 renferme de superbes autels, des boiseries du XVIIe, un triptyque du XVIe siècle et un orgue dû au facteur italien Agati[60],[61].
- L'ancienne léproserie datant d'avant l'an 1000, réutilisée en hôpital au XVIIe siècle.
- Rues médiévales et la Tour sarrasine (Porte des Alpes).
- Bourg castral de Fabrègues, Château de Fabrègues[62] ; Les vestiges du château et des remparts : deux tours des XIIe et XVIe siècles et la porte des Aires ; Le Bourg castral d'Aups, Chapelle Saint-Marc[63].
- Les chapelles : Chapelle Saint Marc[64]; Saint-Jacques le Majeur, dite des Parisiens; Notre-Dame de la Délivrance, érigée en 1852 sur les ruines du château d'Aups ; de la Trinité et de Sainte Magdeleine[65].
- Monument de l'insurrection et de la résistance au coup d'État du 2 décembre 1851 place Martin Bidouré et le mausolée des insurgés au cimetière.
- La Fabrique, maison XVIIIe située à l'est du village où vivait l'abbé Jean[66] bibliothécaire du duc de Blacas, qui a démontré les rapports étroits qu'avait la famille de Blacas avec l'Ordre du Temple[67].
- Les Coopératives vinicoles, dites « Union régionale aupsoise »[68]
- La Coopérative agricole (coopérative oléicole) L'Aupsoise[69].
- Le Jardin secret[70].
- Le Château de Taurenne (non visitable) et son oliveraie ouverte au public, dont la propriété s'étend sur Tourtour et Aups[71].

### Baudinard-sur-Verdon
- L'église St Jacques.
- L'église Notre-Dame de l'Assomption[72]
- La chapelle Notre Dame de la Garde[73].
- La pierre aux 3 blasons.
- Le Château de Sabran (du XIVe siècle).
- Le prieuré de Valmogne : façades et toitures ; restes de la chapelle : inscription sur l'inventaire supplémentaire des monuments historiques par arrêté du 14 mai 1973[74].
- Plusieurs puits couverts.

### Bauduen
- Le lac de Sainte-Croix[75].
- Les gorges du Verdon.
- L'église Saint-Pierre et ses cloches de 1510 et 1727[76],[77].
- Un cadran solaire du XIXe siècle, arborant la devise de Louis XIV : « Nec pluribus impar » (« au-dessus de tous », comme le soleil).

### Le Bourguet
- L'église paroissiale Notre-Dame-de-l'Assomption, fin du XIXe siècle[78].
- La chapelle Sainte-Anne, XIIe siècle, inscrite aux MH[79].
- Le château templier de Valcros, XIIIe siècle[80].
- La chapelle du château de Valcros, « Vallée-de-la-Croix »[81].
- Le château du Bourguet, dans le village, actuelle auberge[82].
- Les ruines féodales sur le rocher de la Forteresse[83].
- Les ruines du bourg castral de Bagarry, habité du XIe au XVIe siècle[84].

### Brenon
- L'église de la Nativité de la Vierge[85].
- Les ruines du château médiéval[86].
- La chapelle romane[87].

### Châteauvieux
- Le bourg castral de Châteauvieux[88].
- Le château Rima[89],[90].
- L'église Saint-Honorat-Saint-Maur et sa cloche de 1668[91].
- La chapelle de St Pierre[92].
- La grotte de Châteauvieux (de Costevieille, des fées)[93],[94].

### Moissac-Bellevue
- La chapelle Notre-Dame-de-la-Roche[95].
- L'église Saint Joseph.
- La tour de l'horloge.

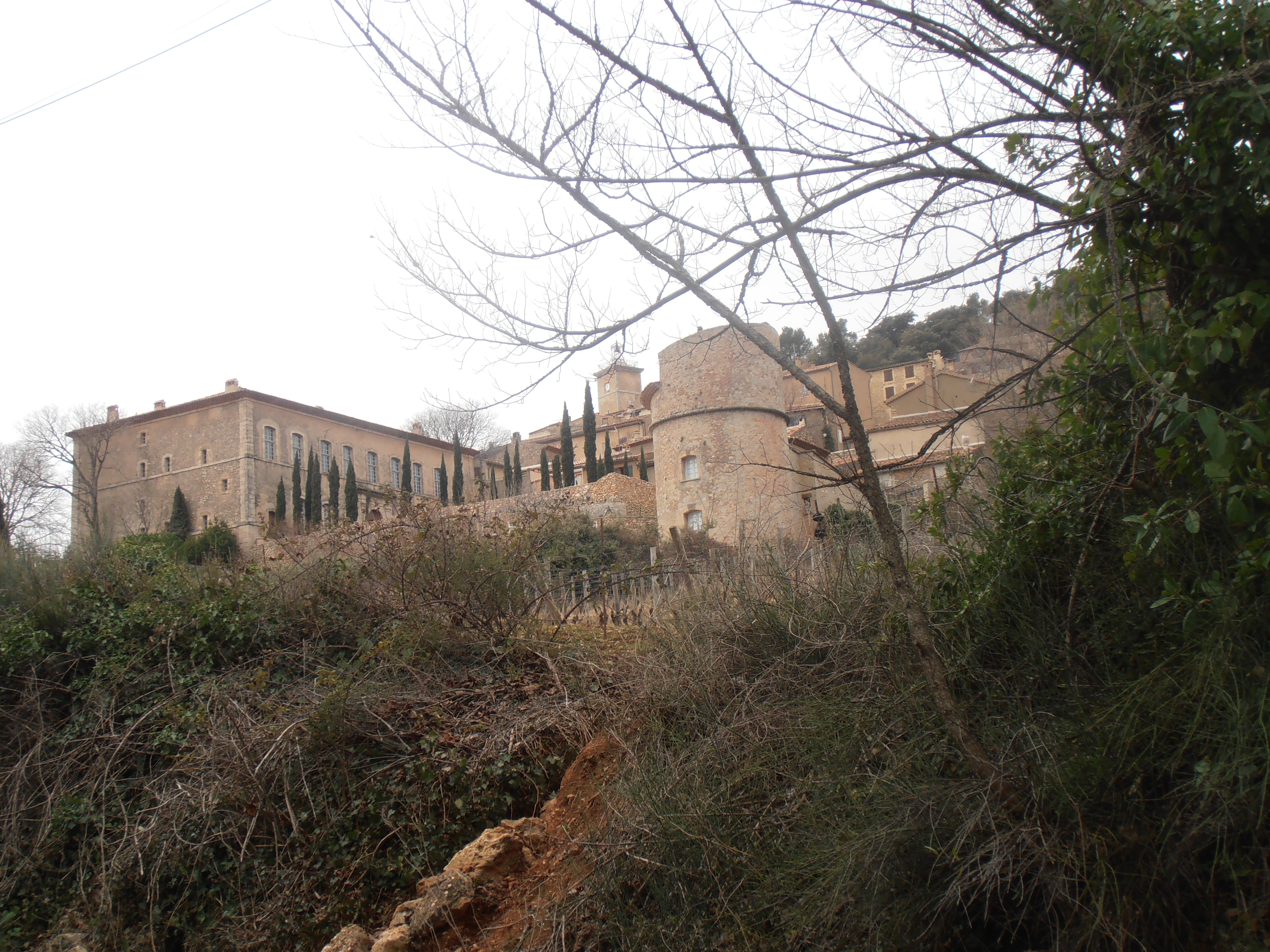
Château et pigeonnier.

- Le Château de Moissac, lieu de villégiature de nobles familles provençales du début du XVIe siècle / début XVIIe siècle, et son pigeonnier (tous deux privés)[96],[97] a appartenu à différentes familles : le baron d'Hesmivy[98], Monsieur Antoine Emerigon, riche négociant de Marseille qui fut nommé Contrôleur à la chancellerie près de la cour de Provence de Louis XVI.

Laissé à l'abandon pendant plusieurs décennies, les héritiers des propriétaires le revendirent à Monsieur Édouard Laurent de Coriolis, l'actuel propriétaire, en 1992, qui a sauvegardé son authenticité grâce à une remarquable restauration et réutilisation entreprises dès qu'il a pris possession du château et des terres et dépendances, après la mort de A. Emerigon, en 1785. La restauration du château a été récompensée par le prix des Vieilles maisons françaises.

### La Martre
- Le domaine de Taulane, ouvert en 1992 et situé sur la route Napoléon, est considéré comme un des plus beaux golfs de France ; le parcours fut dessiné par le légendaire Gary Player ; le château[100] est transformé en hôtel de charme avec restaurant et spa.
- La Chapelle Saint-Blaise (XIe).
- La Chapelle Saint-Joseph-du-Plan-d'Anelle et sa cloche de 1664[101].
- Le patrimoine rural[102] :
  - Le Pont de Serre, dit « pont de Madame », sur l'Artuby (1735)[103].
  - Le barrage en gabions et piles de bois et enrochement sur l'Artuby, pour alimenter le bief du moulin et de l'ancienne scierie[104], mentionné sur le cadastre napoléonien (avril 1831)[105].

### Régusse
- Les moulins à vent[106]:
- L'église Saint-Laurent, érigée en 1676.
- La chapelle Notre-Dame de la Miséricorde, appelée aussi « la chapelle du Presbytère », elle est signalée dès 1642.
- La chapelle Saint-Jean d'Albert.
- Les deux tours de l'ancien château de Grimaldi.
- La Tour de l'horloge[107].

### Les Salles-sur-Verdon
- Le Mémorial de l'ancien village.
- L'ancienne fontaine, sur la place du nouveau village.
- Le lac de Sainte-Croix et le nouveau village des Salles-sur-Verdon[108].

### Tourtour
Ce village s'est vu décerner le Label des « Plus beaux villages de France ».
- L'abbaye de Florièye et la chapelle Notre-Dame de Florielle[110]. Dans le vallon étroit et pauvre de Florièye, les moines avaient élevé des maisons de bois avant de dresser les premiers murs de leur abbaye. Puis la décision est prise de déménager vers Le Thoronet (1146) lorsque les bâtiments de l'abbaye du Thoronet furent aptes à accueillir la communauté.
- L'église Saint Denis[111]. L'église romane Saint-Domnin, dite St-Denis de Tourtour avec sa cloche du XVIIIe siècle[112]
- Les chapelles : Sainte-Anne ; du Saint-Rosaire[113]; Saint Joseph[114].
- Les Châteaux : de Raphélis : XVIe siècle qui abrite la Poste et la mairie; Le Château vieux : vestiges et remparts; Le vieux château : Galerie d'art; Le Château de la Baume[115] : Au nord-est du village, avec chapelle et pigeonnier et une cascade. C'est la dernière demeure de Bernard Buffet et sa femme Annabel.
- Le musée municipal des fossiles.
- La Tour de Grimaud (ou Grimaldi).
- Le pont enjambant la Florièye de son arche unique. Ce pont médiéval est une trace de la Via Julia Augusta sur la route de Saint-Pierre de Tourtour.
- Le moulin à huile[116], puis coopérative agricole (coopérative oléicole), actuellement moulin à huile possède trois pressoirs. En période estivale, le moulin abrite des expositions de peintures.
- Le Domaine des Treilles créé par Anne Gruner Schlumberger[117].
- Le patrimoine rural : le four banal (à pain) ; le vieux lavoir ; les fontaines du village.

### Trigance
- Le bourg castral d'Estelle, petit « castrum de Stela »[118].
- Le château de Trigance[119].
- Le pont sur le Jabron, à trois arches, date du XVIIIe siècle[120].
- La chapelle Saint-Roch, construite en 1629 à l'ouest du village à la suite d'un vœu de la population, avec sa cloche de 1642[121]. Saint Roch était invoqué pour être protégé des maladies contagieuses, et en particulier de la peste. Cette année-là la peste frappa en Provence et les habitants décidèrent de s'en remettre à sa protection. Chaque année, le 16 août, fête de saint Roch, les habitants célèbrent une messe pour saint Roch devenu le patron du village.
- L'église Saint Michel et sa cloche de 1782[122].
- Le Moulin à farine de Soleils, construit en 1861, avec son mécanisme[123],[124],[125].

### Vérignon
- Les ruines du château médiéval. Ce château est le vestige du second bourg castral, daté du XIIIe siècle[126], il fut abandonné au début du XVIIIe siècle pour manque d'eau et de confort.
- Le château de Vérignon.
- L'église paroissiale de l'Assomption, datée du XIIIe siècle, est l'ancienne chapelle du château féodal. Elle abrite une chaire à prêcher, des lambris de revêtement et une bannière de procession, datés du XIXe siècle, qui ont été classés objets monuments historiques[127]. Sous l'autel de la Vierge se trouve le caveau de la famille de Blacas.
- La chapelle Notre-Dame de Liesse, chapelle votive perchée à 991 mètres d'altitude entre la commune d'Aups et de Vérignon.
- La chapelle Saint-Priest[128], située à 1 066 mètres d'altitude sur la même chaîne montagneuse que celle de Notre-Dame de Liesse, fut construite en 1098. À cet emplacement se trouvait un oppidum de la tribu des Verucini ainsi qu'un premier bourg castral dont les vestiges sont datés du XIe siècle[129].
- Deux bornes milliaires de l'ancienne voie romaine (qui reliait Fréjus à Riez) sont visibles au bord de la RD 49 au sud-est du village.
- Le dolmen du Défens[130].
- La chênaie pubescente, aux abords du village, présente un bel exemple des plus beaux chênes pluricentenaires de Provence[131],[132] ; les chênes « tourmentés et trapus » de Vérignon sont souvent cités dans les œuvres de Jacques de Bourbon Busset[133],[134].

### Villecroze
Le vieux village a conservé :
- Son caractère médiéval, avec ses arcades, ses rues étroites,
- Son campanile (l'ancien donjon qui jouxte le château),
- La tour de l'horloge[135],
- La commanderie du Ruou, bâtiments des templiers, devenue usine de céramique dite « Usine de la Tour du Ruou » (fabrique de tomettes et de malons vernis)[136],
- Les chapelles : la chapelle Saint-Victor du XIIe siècle[137] et la chapelle des templiers[138],
- L'église romane du XIe siècle et XIIe siècle[139],[140],[141]
- Une plaque funéraire d'un prêtre mort en 1278[142],
- La Coopérative vinicole[143].
- Les grottes troglodytiques et la cascade qui surplombent un magnifique parc de deux hectares[144].
- L'Académie internationale de musique, créée par la Fondation des Treilles[145].

## Présence des Templiers
Les Templiers établissent la commanderie du Ruou à Villecroze en 1155, puis la commanderie de Saint-Maurice à Régusse en 1160.
Ces deux commanderies font partie des grosses maisons abritant une communauté moyenne d'une dizaine de frères tandis que les autres sites du Var n'en comptent pas plus de trois.

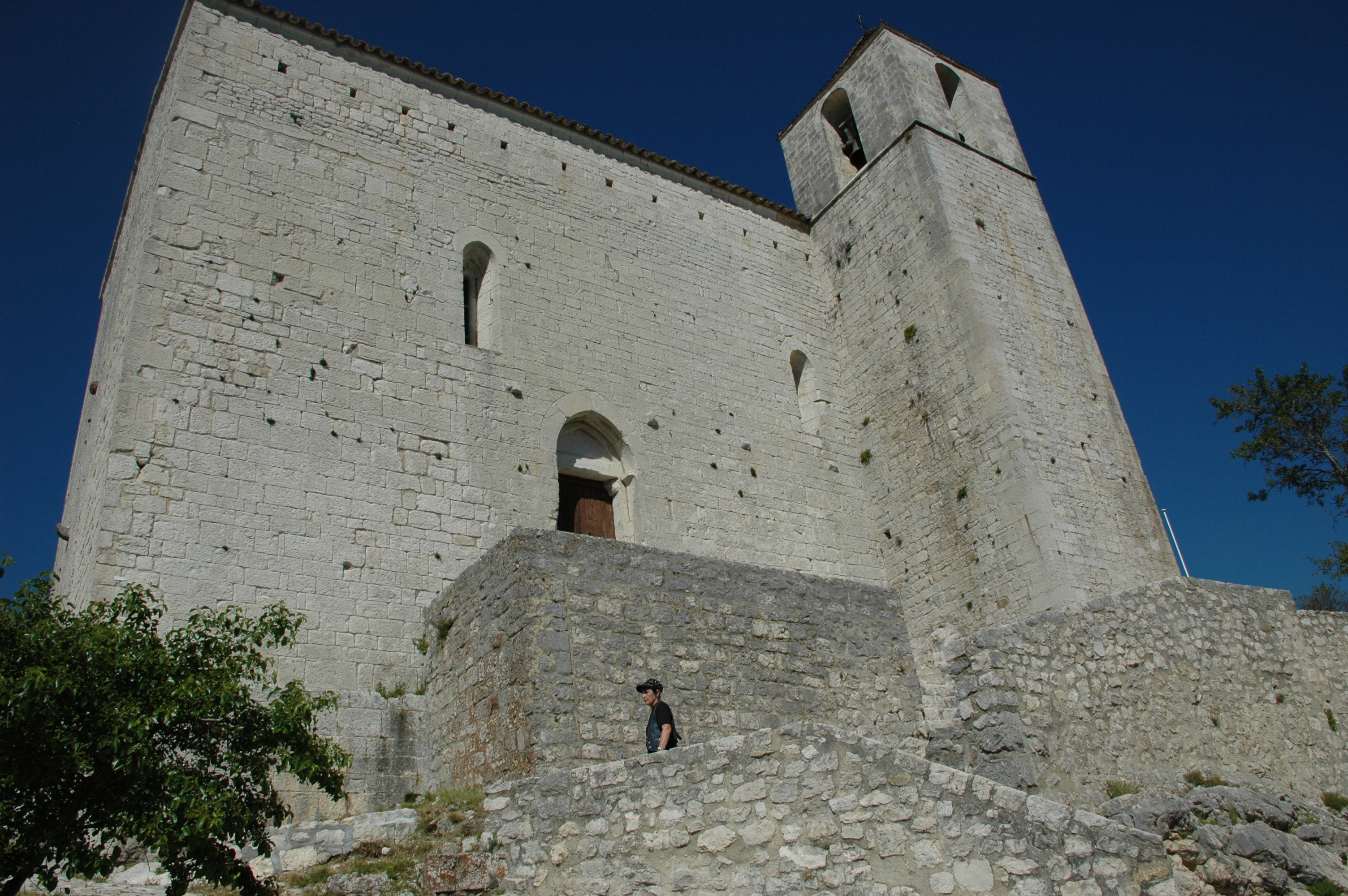
Comps-sur-Artuby, L'église saint André.
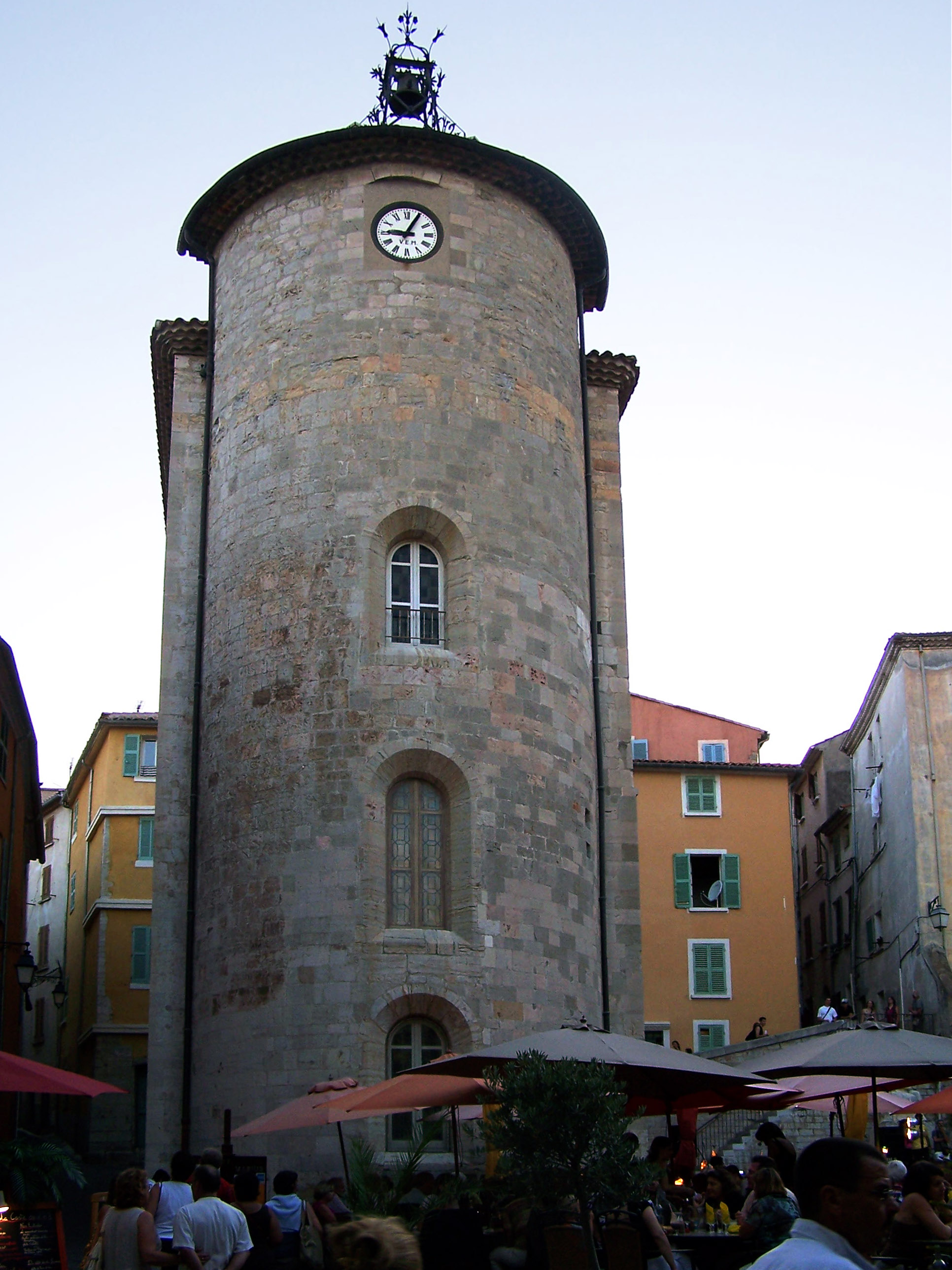
Hyères, Chapelle Saint-Blaise dite « Tour des Templiers ».
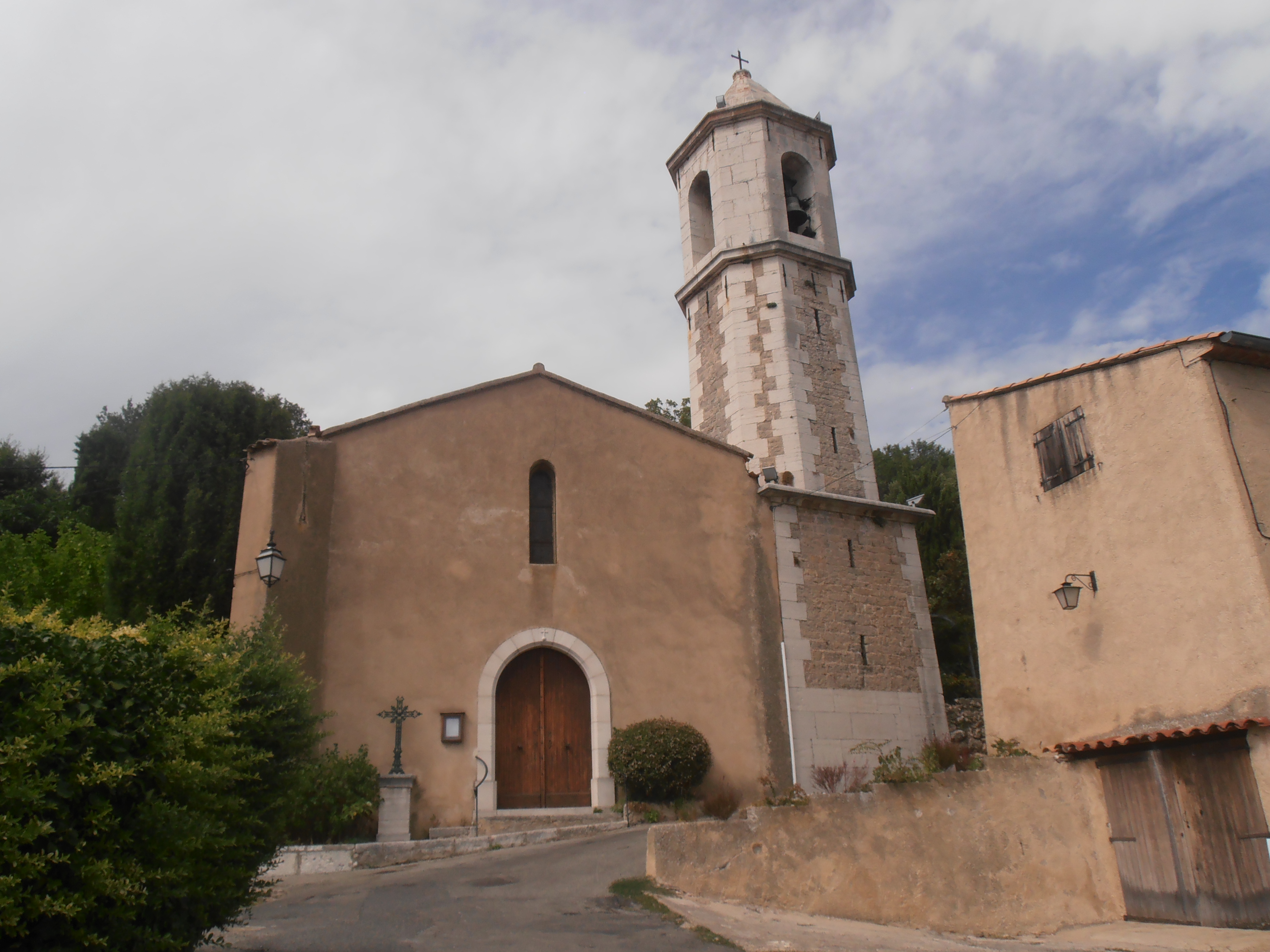
Moissac-Bellevue, L'église Notre-Dame de la Roche[147].
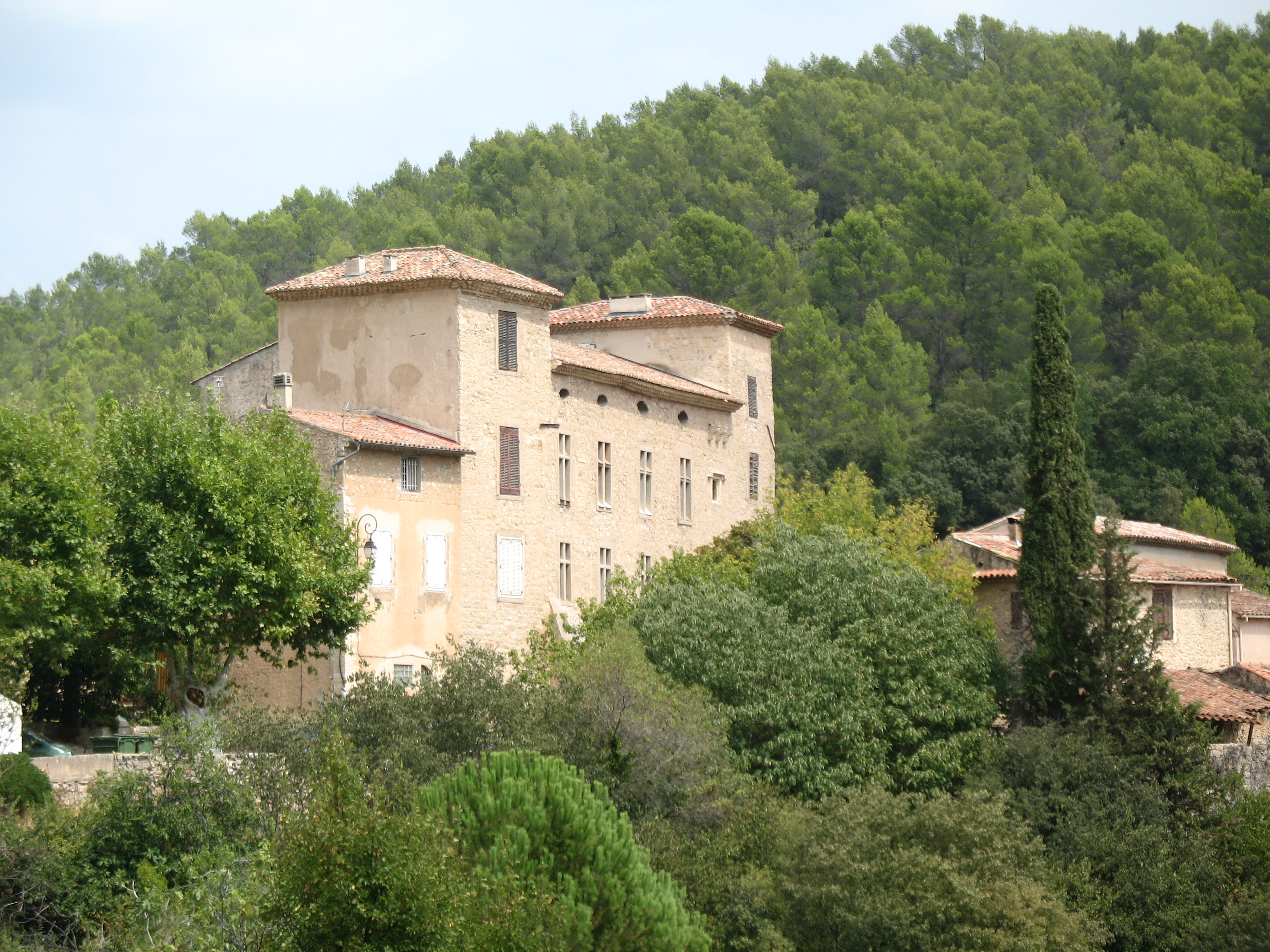
Montfort-sur-Argens, Château.
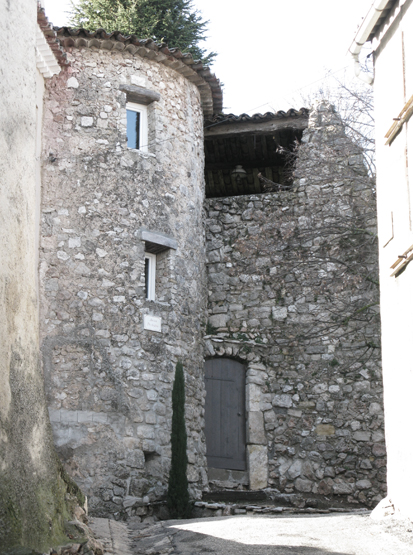
Montmeyan, Prieuré des hospitaliers.

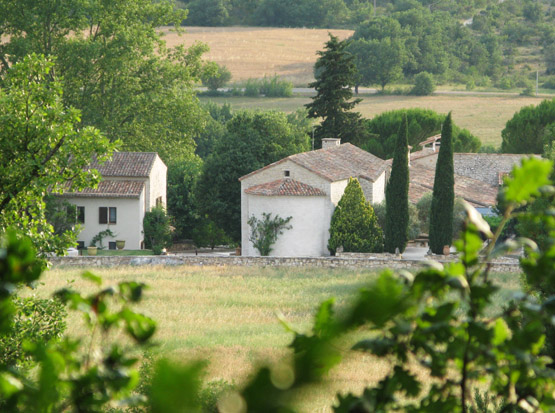
Régusse, Commanderie de Saint-Maurice.
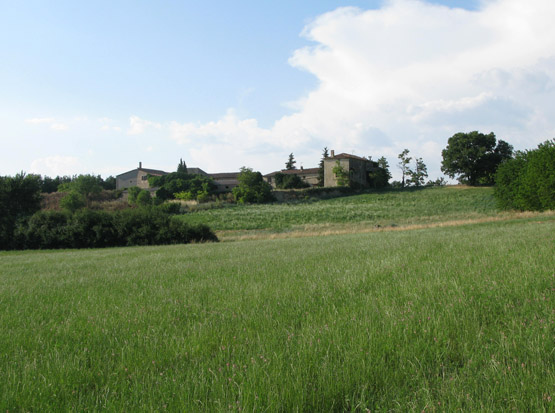
Bastide Saint-Vincent, commanderie de Saint-Maurice[148].
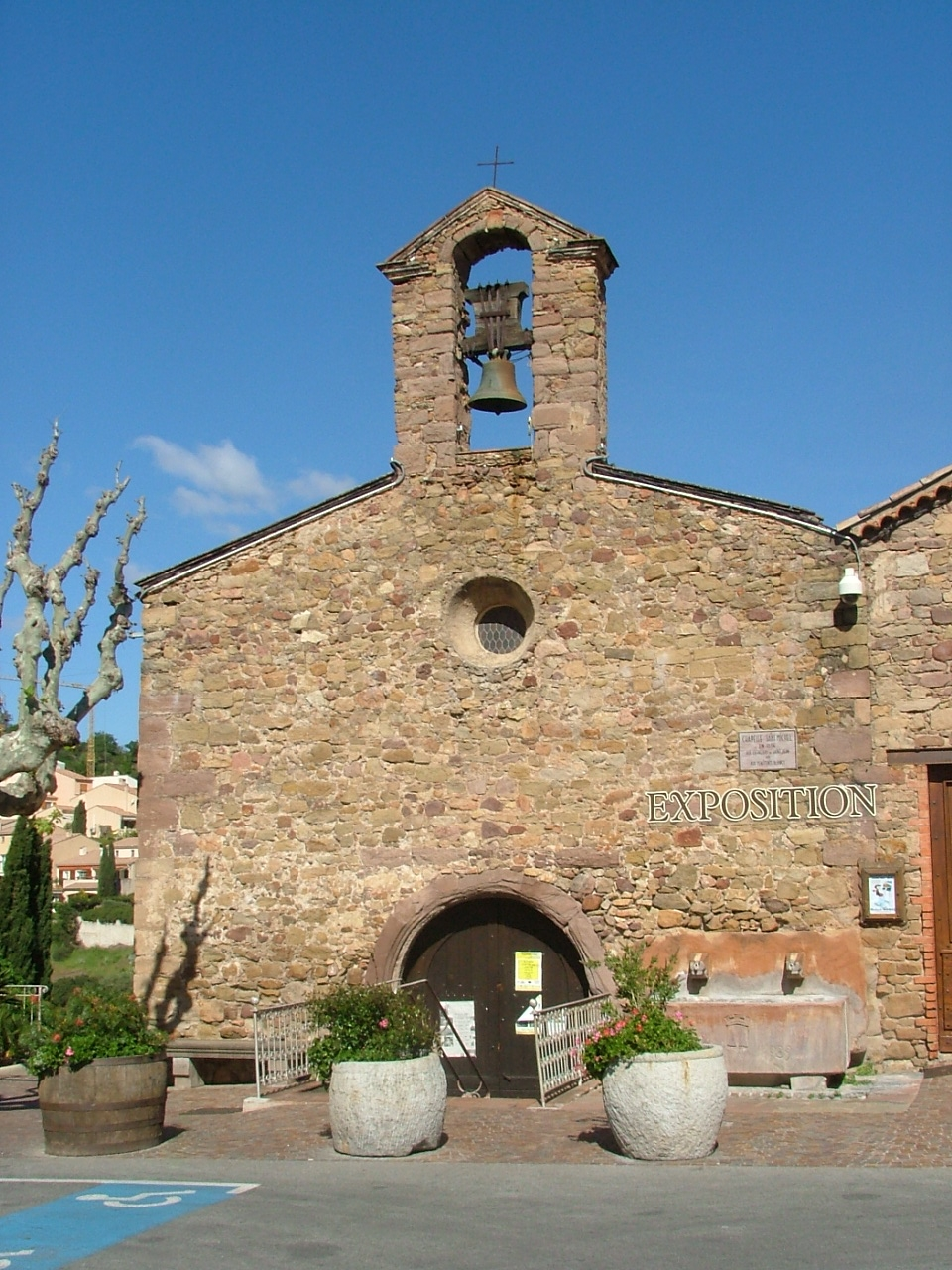
Roquebrune-sur-Argens : Chapelle des Templiers.
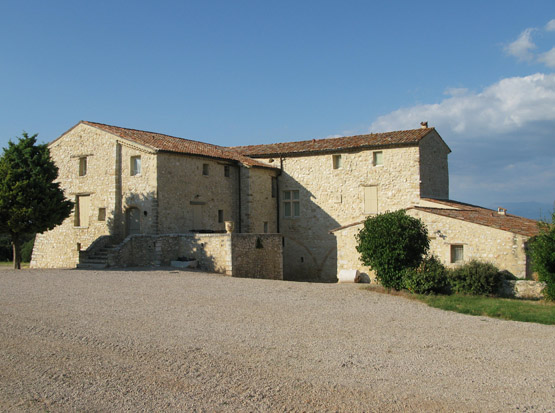
La Verdière : Détails de la bastide de Brauch, côté ouest.
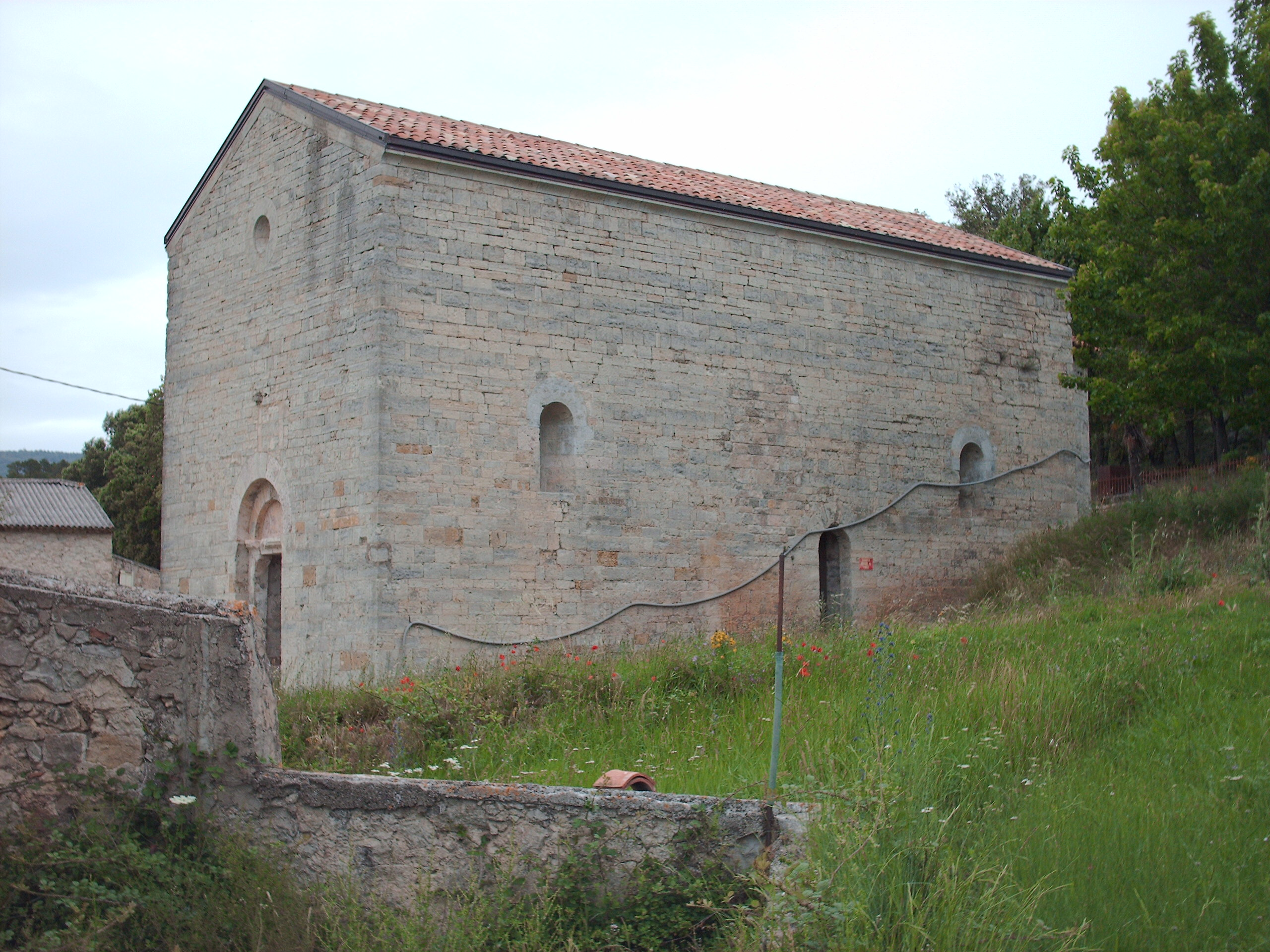
Villecroze : Commanderie du Ruou : Chapelle, vue du sud.